# Chrysops montanus
Chrysops montanus är en tvåvingeart som beskrevs av Osten Sacken 1875. Chrysops montanus ingår i släktet Chrysops och familjen bromsar. Inga underarter finns listade i Catalogue of Life.